# Хирц, Драгутин
Драгутин Хирц (хорв. Dragutin Hirc; 6 апреля 1853, Загреб — 1 мая 1921, Загреб, Хорватия и Славония) — хорватский натуралист, альпинист и писатель-путешественник. Известен как автор множества трудов по хорватской флоре, фауне и географии, данные для которых он лично собирал в ходе своих более чем шестиста путешествий по Хорватии.

## Биография
Драгутин Хирц родился в Загребе в апреле 1853 года. Потратив первые 20 лет своей жизни на получение в родном городе педагогического образования, он отправился в деревню Луковдол, где два года проработал школьным учителем. Покинув Луковдол, Хирц несколько лет путешествовал по Хорватии, собирая и записывая данные о флоре и фауне посещённых им регионов, и продолжая работать по специальности в городах, встречавшихся по его маршруту. В 1892 году он принял решение поступить в Грацский университет для изучения, по одним данным зоологии, по другим — ботаники. Получив в 1896 году диплом, он вернулся в хорватскую столицу, где устроился на работу в Ботаническо-философский институт Загребского университета. Во время работы в институте, он стал первым главредом, созданного в 1898 году Хорватским альпинистским союзом, журнала «Hrvatski planinar» (с хорв. — «Хорватский альпинист»), а также, совместно с географом Хинко Храниловичем, он основал журнал «Zemljopisa Hrvatske» (с хорв. — «География Хорватии»), в котором Хирц с 1900 по 1904 год занимал пост главного редактора.
Конец XIX — начало XX века стали для Хирца временем продвижения не только как публициста, но и как работника университета. В 1901 году ему был пожалован пост советника Библиотеки Загребского университета, а спустя семь лет должность главного ботаника Ботаническо-философского института и главного преподавателя мужской учительской школы Загребского университета. До своей смерти в 1921 году, Драгутин Хирц успел стать автором многих трудов по хорватской флоре, фауне и географии, данные для которых он собирал на протяжении всей жизни в своих более чем шестиста путешествиях по стране, результатом которых также стали и две собранные им коллекции, первая из которых хранится в Хорватском музее естественной истории и представлет из себя огромное собрание моллюсков, а вторая, являющаяся коллекцией листьев деревьев и кустарников, пополняет «Великий гербарий» Ботанического института Загребского университета. За заслуги в описании и открытии многих аспектов хорватской флоры и фауны в честь Драгутина Хирца были названы несколько видов растений и животных: Campanula hirciana, Erigeron hircianus, Rosa hirciana и Helix hircii.